# Allaro
«...Tre aggettivi per descrivere le gole basse dell'Allaro...: sublimi, impressionanti, pericolose»
L'Allàro (/alˈlaro/, in dialetto calabrese Alaru) è un'importante fiumara calabrese, che dà il nome a tutta la vallata nella quale scorre: la Vallata dell'Allaro.

## Geografia

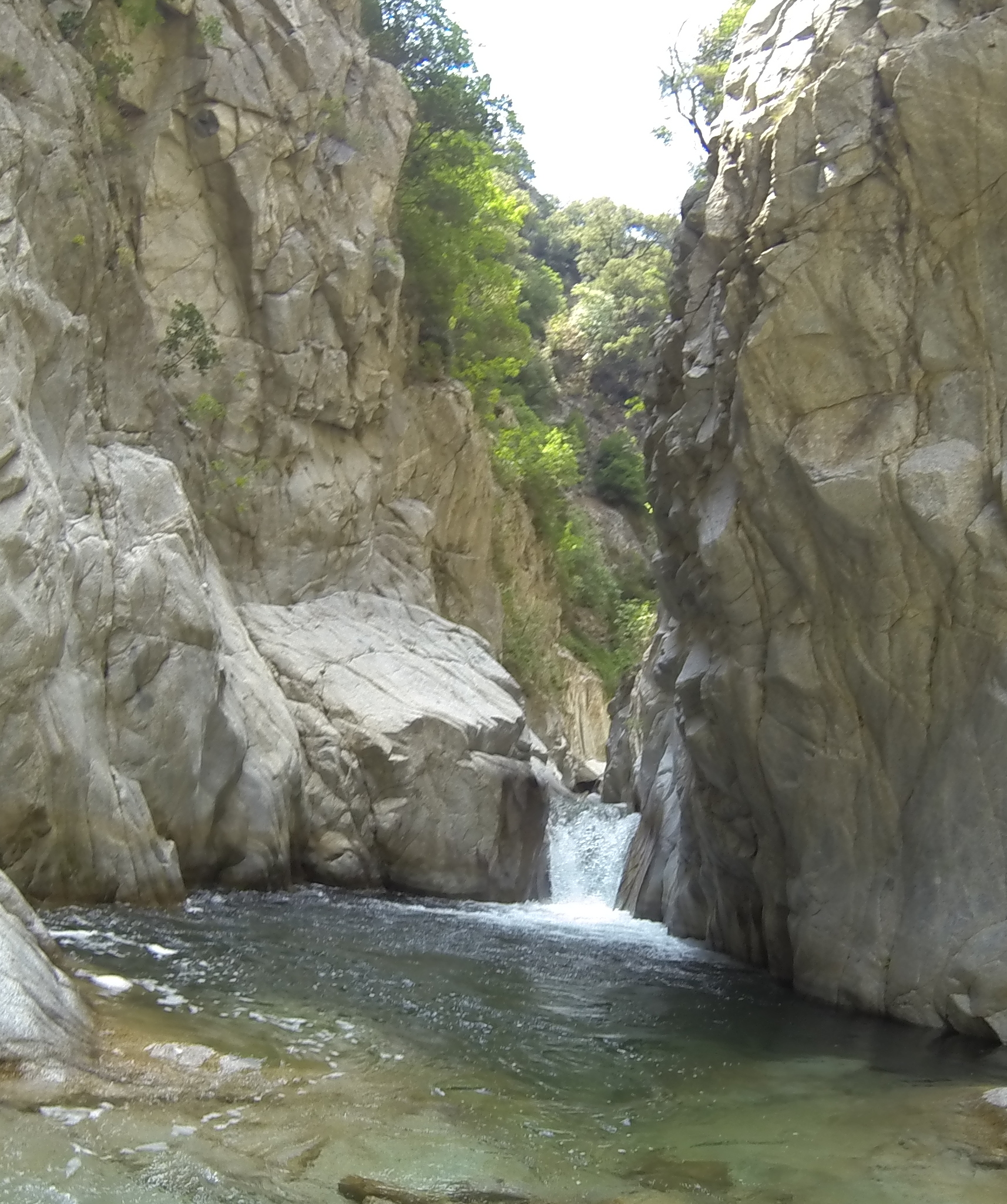
Gurna Nigra

Le sorgenti dell'Allaro si trovano nei comuni di Fabrizia, Mongiana e Serra San Bruno. La fiumara poi scorre accanto all'abitato di Nardodipace  per poi entrare nel territorio del comune di Caulonia e sfociare nel Mar Ionio. Da Nardodipace fino dove è ubicato il convento di Sant'Ilarione (nel territorio di Caulonia) il percorso della fiumara è caratterizzato da strette gole, nelle quali si trova la cosiddetta Gurna Nigra (in italiano: Pozza nera) da cui sono nate molte leggende popolari. Nei pressi del convento si trovano le "cascate" di San Nicola.

## Storia

### Fiume Sagra e Elleporo

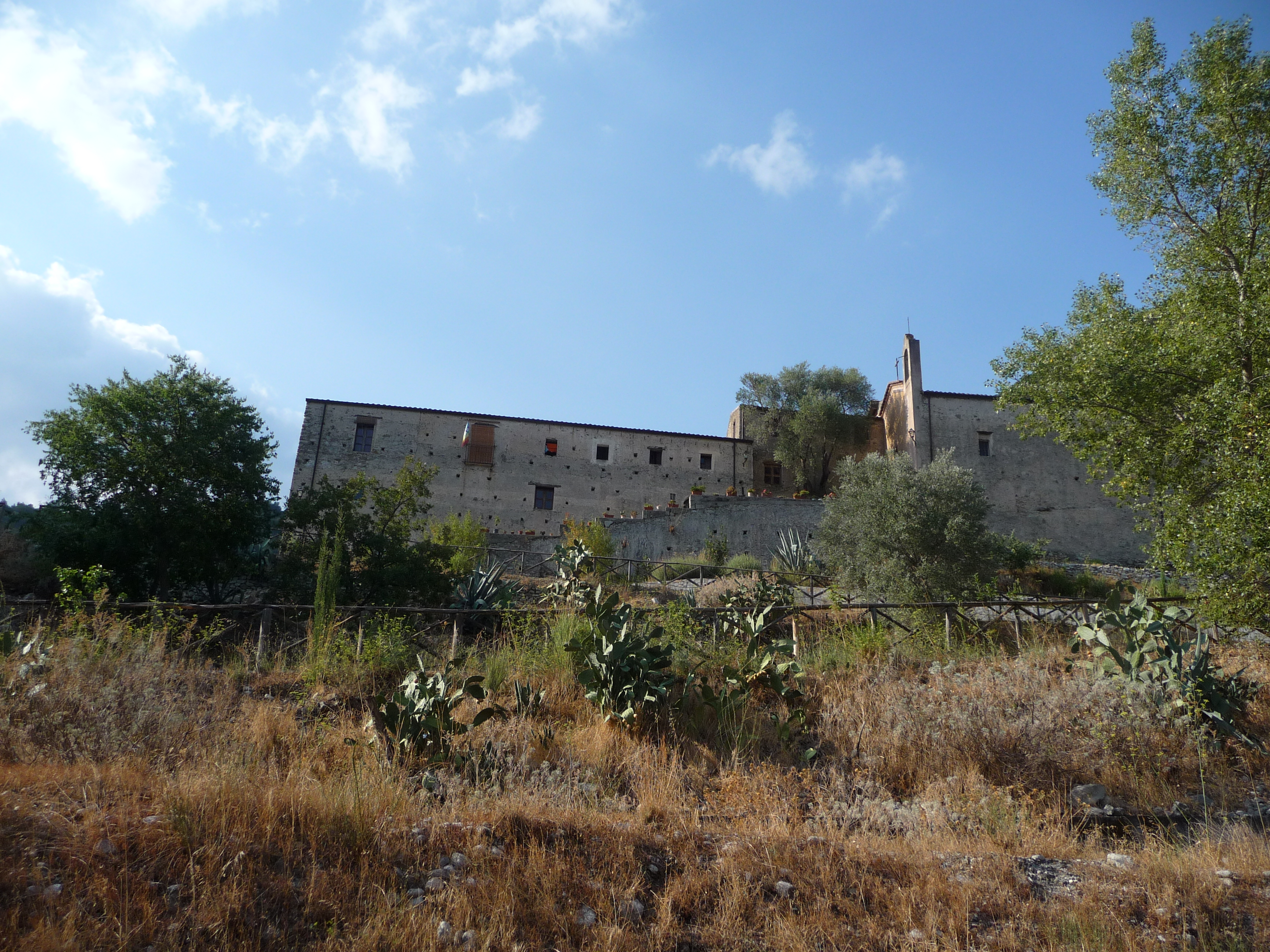
Convento di Sant'Ilarione

Gli studiosi sono incerti chi sia tra l'Allaro e il Torbido l'antico fiume Sagra (Σάγρας). Questo fu teatro ai tempi della Magna Grecia (tra 560 a.C. e il 535 a.C.), di una battaglia fra la città di Kroton e Locri Epizefiri, con la vittoria di quest'ultima. L'Allaro potrebbe essere anche l'antico fiume Elleporo, da cui deriverebbe anche il suo attuale nome e da come afferma Cluverio che si trova nelle vicinanze di Castro Vitere (Castelvetere prima del 1863, odierna Caulonia).

### Medioevo
Lungo il corso del medioevo cambierà il nome: nel libro di Re Ruggero di Edrisi nel 1150 lo nomina Alaro, gli arabi Alanah.

### Età moderna e contemporanea

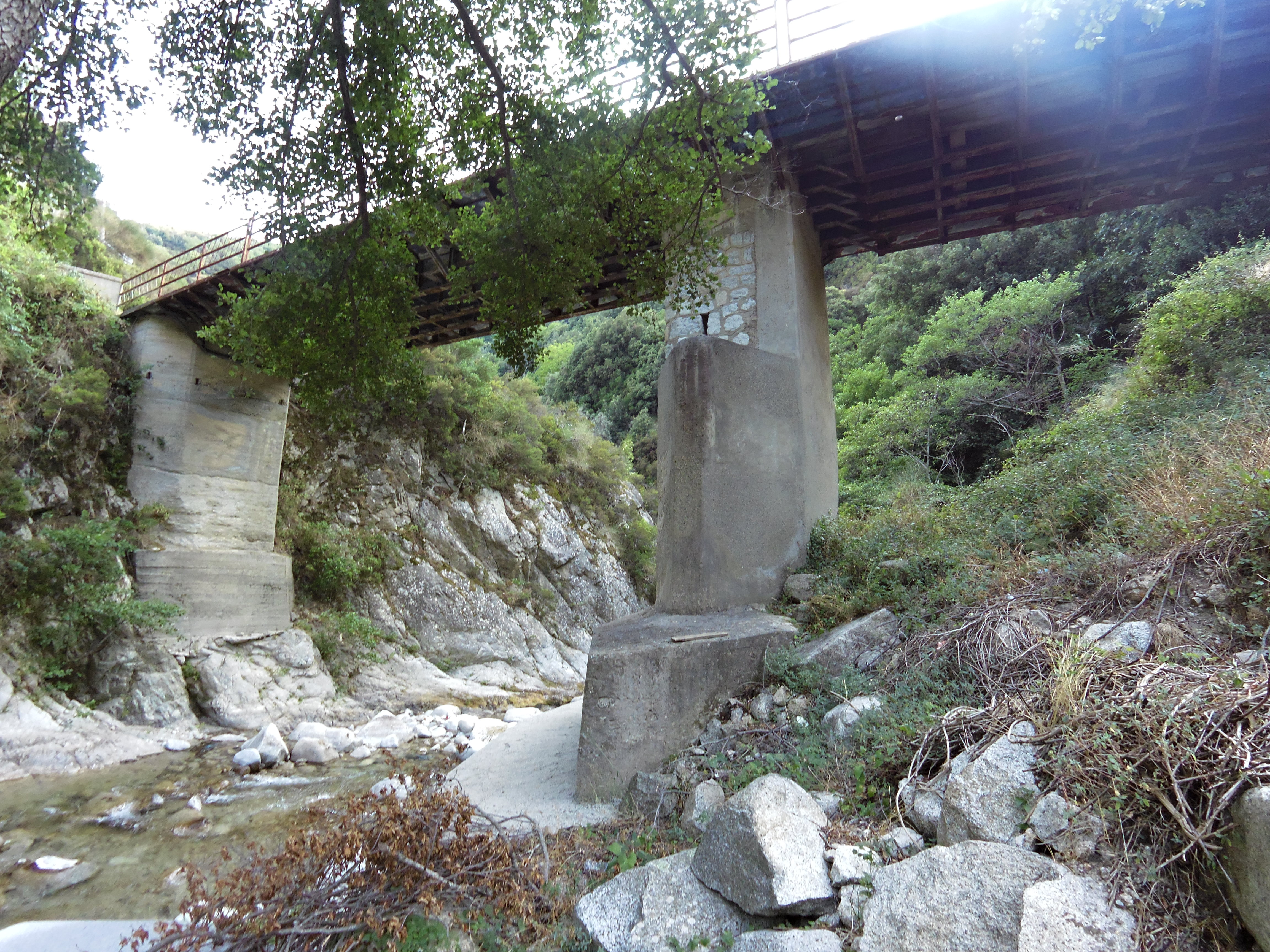
Ponte di Ragonà sulla fiumara Allaro (Nardodipace - VV) - 2017

Nel 1500 venne descritto come un fiume ricco di anguille e cefali.
Nel 1597 il Mazzella lo chiama ancora Sagra.
Il 5 novembre 1855 è protagonista di un'alluvione.
Tra il 1951 e il 1953 la fiumara esonda creando enormi disastri al territorio di Caulonia.
Nell'ottobre 2008 è stata bonificata dal Consorzio di bonifica di Caulonia la foce dell'Allaro per evitare possibili alluvioni nel periodo invernale.
Negli ultimi anni all'altezza della frazione di San Nicola di Caulonia è stato creato un lido balneare lungo l'alveo della fiumara e nei pressi della briglia che fa da "cascata".

#### L'alluvione e i lavori di ripristino del ponte di Caulonia

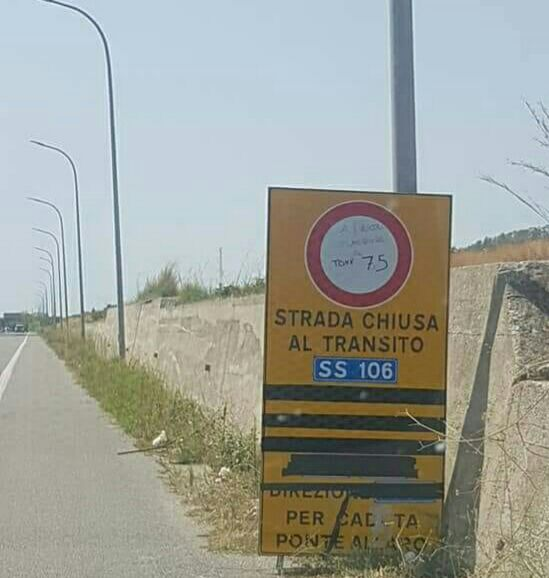
Cartello di Strada chiusa ai Tir per il Ponte Allaro (settembre 2018)

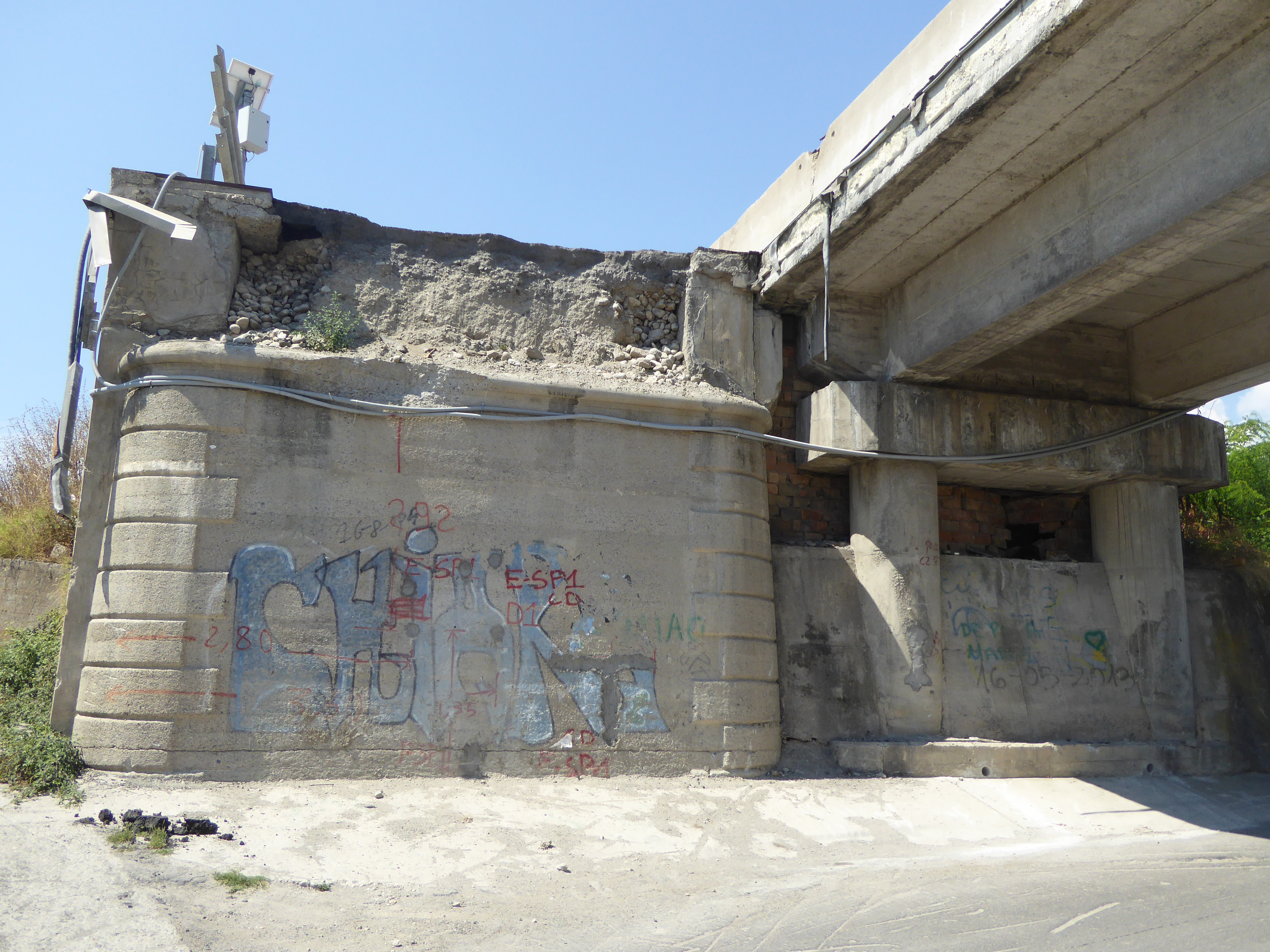
Resti del Ponte monarchico demolito nel 2015, sulla destra il ponte repubblicano che attraversa la fiumara Allaro e via F.Genova (agosto 2018)

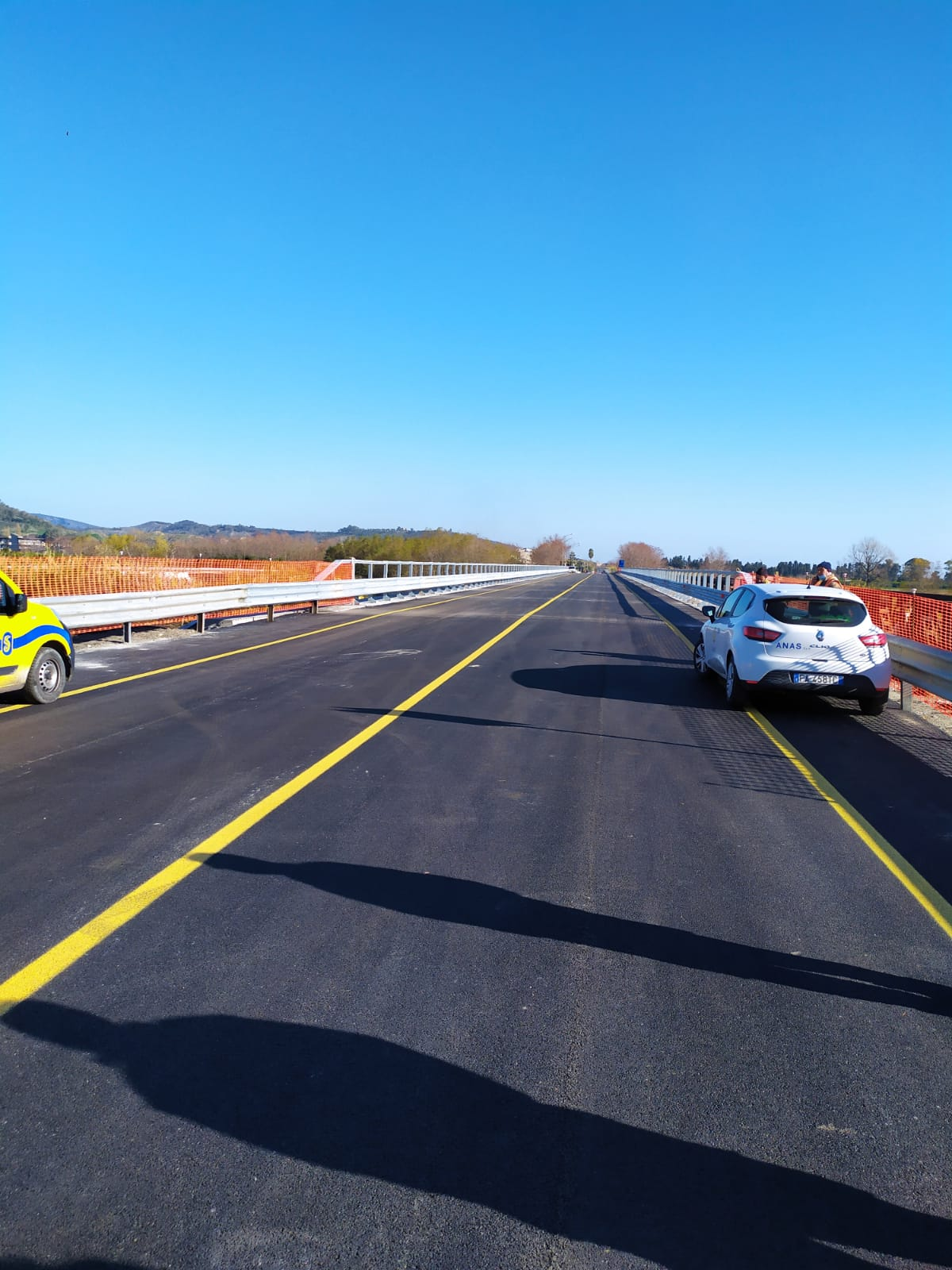
Ponte di caulonia ripristinato il 22 dicembre 2020

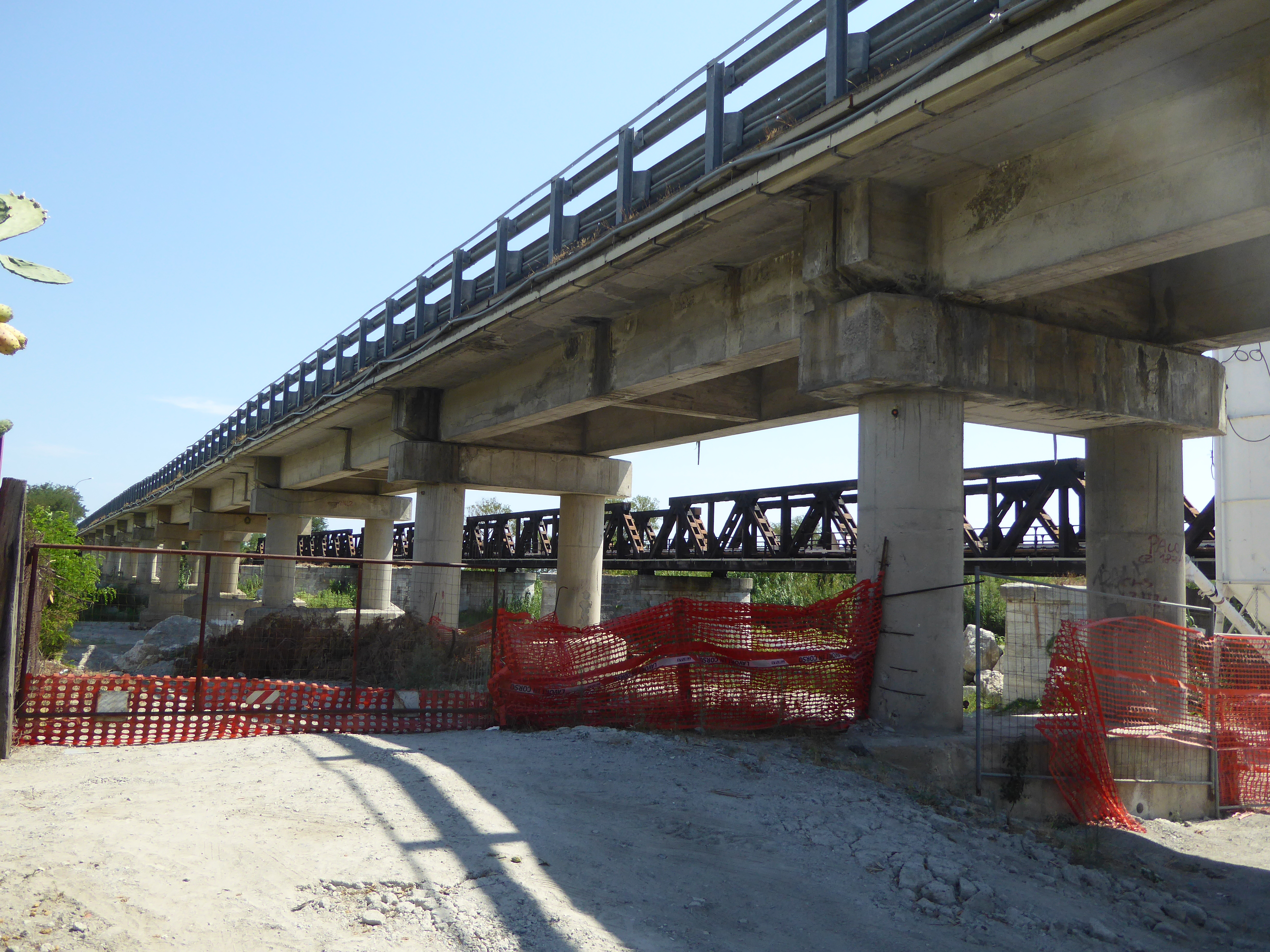
Ponte Allaro della SS106 di Caulonia (agosto 2018) sotto controllo

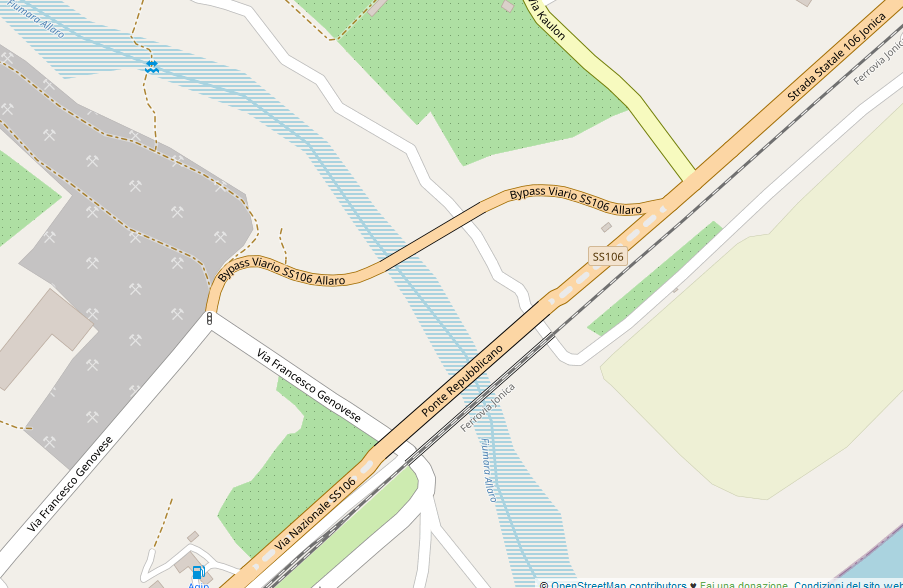
Bypass viario ss106 Allaro

Nel novembre 2015, durante l'alluvione che colpì la Locride, la piena della fiumara causa la caduta di una corsia del ponte sulla strada statale 106 (E90).
Il 6 novembre 2015 viene demolito il ponte definito "monarchico", in cui il senso di marcia veicolare porta a Caulonia.
Il 16 luglio 2016, dopo una settimana dalla protesta per far ripartire i lavori di ricostruzione alcuni cittadini di contrada Focà creano una strada sterrata alternativa nel letto della fiumara che porta da Focà stessa in via Genovese a Caulonia marina per evitare il traffico del senso alternato del ponte, molto trafficato nel periodo estivo.
A giugno 2017 cominciano i lavori di ripristino che consentono di attivare però solo una corsia, quella giacente sul ponte "repubblicano".
Il finanziamento stanziato è di 1200000 €. I lavori terminerebbero per la primavera del 2018.
Il 14 aprile 2018 i cittadini di Caulonia manifestano per il rallentamento dei lavori sul ponte.
Il 12 maggio 2018 l'ANAS per la segnalazione di una presunta inclinazione del ponte verifica lo stato dichiarando che non ci sia nessun pericolo per la viabilità.
Dal 2 luglio 2018 indaga anche la procura di Locri con un'inchiesta sui cedimenti del ponte sull'Allaro.
Il 6 luglio 2018 viene presentato il cronoprogramma dei lavori per demolire e ricostruire il ponte con l'obiettivo di concludere i lavori per l'estate 2019.
Dal 31 agosto 2018 l'ANAS vieta il passaggio sul ponte ai TIR superiori alle 7,5 tonnellate in quanto la pila 5 e 6 del ponte si sono abbassate ulteriormente. A questi veicoli suggerisce il percorso alternativo per chi va in direzione nord la strada statale 106 variante B che si immette sulla strada statale 682 verso l'A3 fino allo svincolo di Lamezia Terme verso la Strada Statale 280 (Strada dei due mari) e reimmissione finale nella Strada Statale 106, per chi va in direzione sud la stessa alternativa al contrario.
Il 17 settembre 2018 viene istituito un servizio navetta con un minibus per attraversare il ponte in sicurezza.
A marzo 2019 ANAS conclude i lavori per un ponte alternativo denominato bypass viario SS106 Allaro per ripristinare il collegamento con il paese in via Francesco Genovese.
Il 22 dicembre 2020 viene riaperto al traffico il ponte costruito tra marzo 2019 e per tutto il 2020.

## L'eremo di Sant'Ilarione
Sulla riva della fiumara, nel territorio di San Nicola frazione di Caulonia è presente l'eremo di Sant'Ilarione.

## Attività sportive
- Particolarmente indicato per fare torrentismo grazie alla sua morfologia e le sue caratteristiche gole ma anche come percorso di itinerari escursionistici. L'Allaro si può risalire nel suo alveo dall'Eremo di Sant'Ilarione e si può ridiscendere e risalire dal ponte nella frazione di Ragonà di Nardodipace.

## Galleria d'immagini

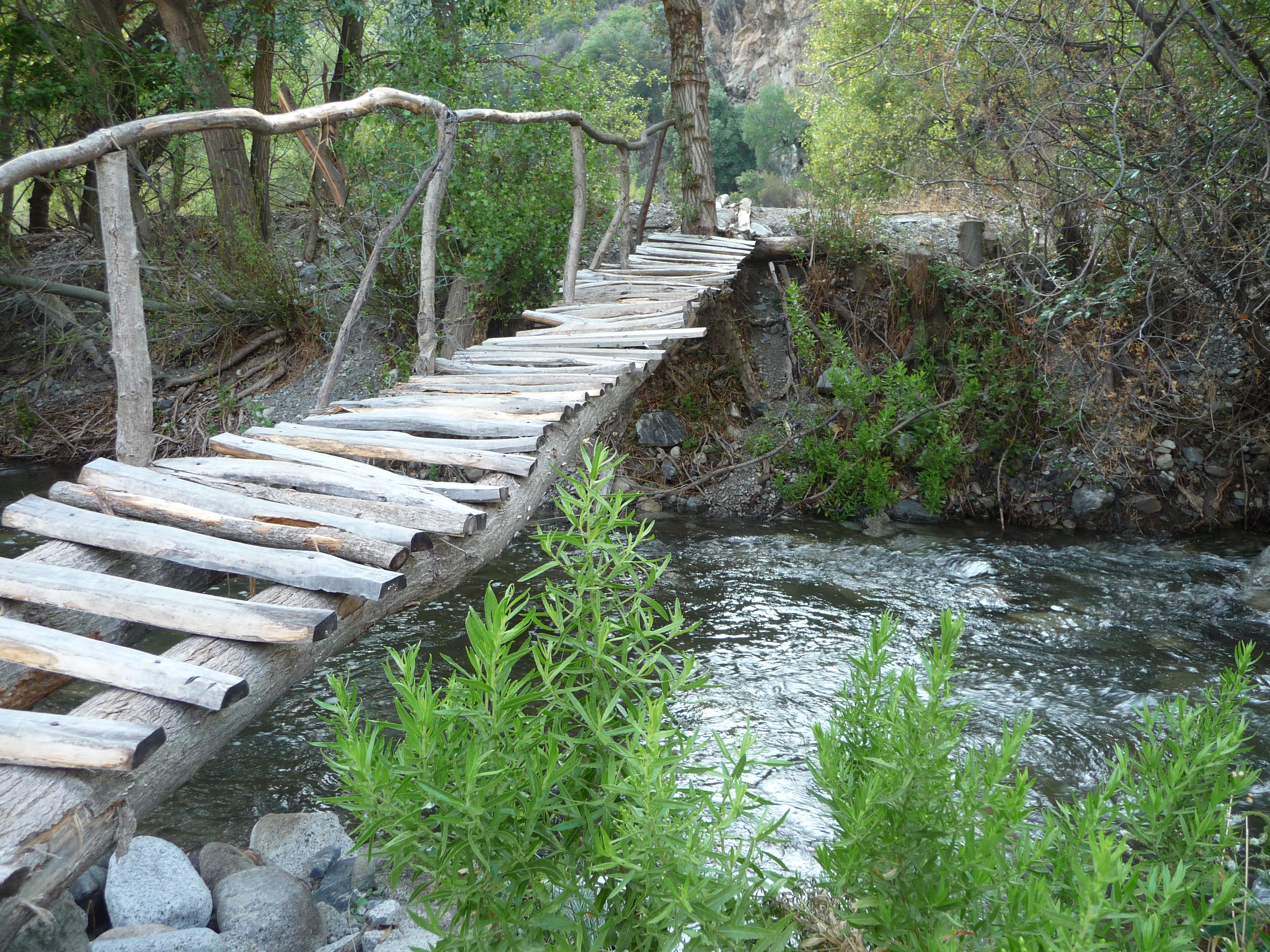
Ponte pedonale in legno che attraversa la fiumara
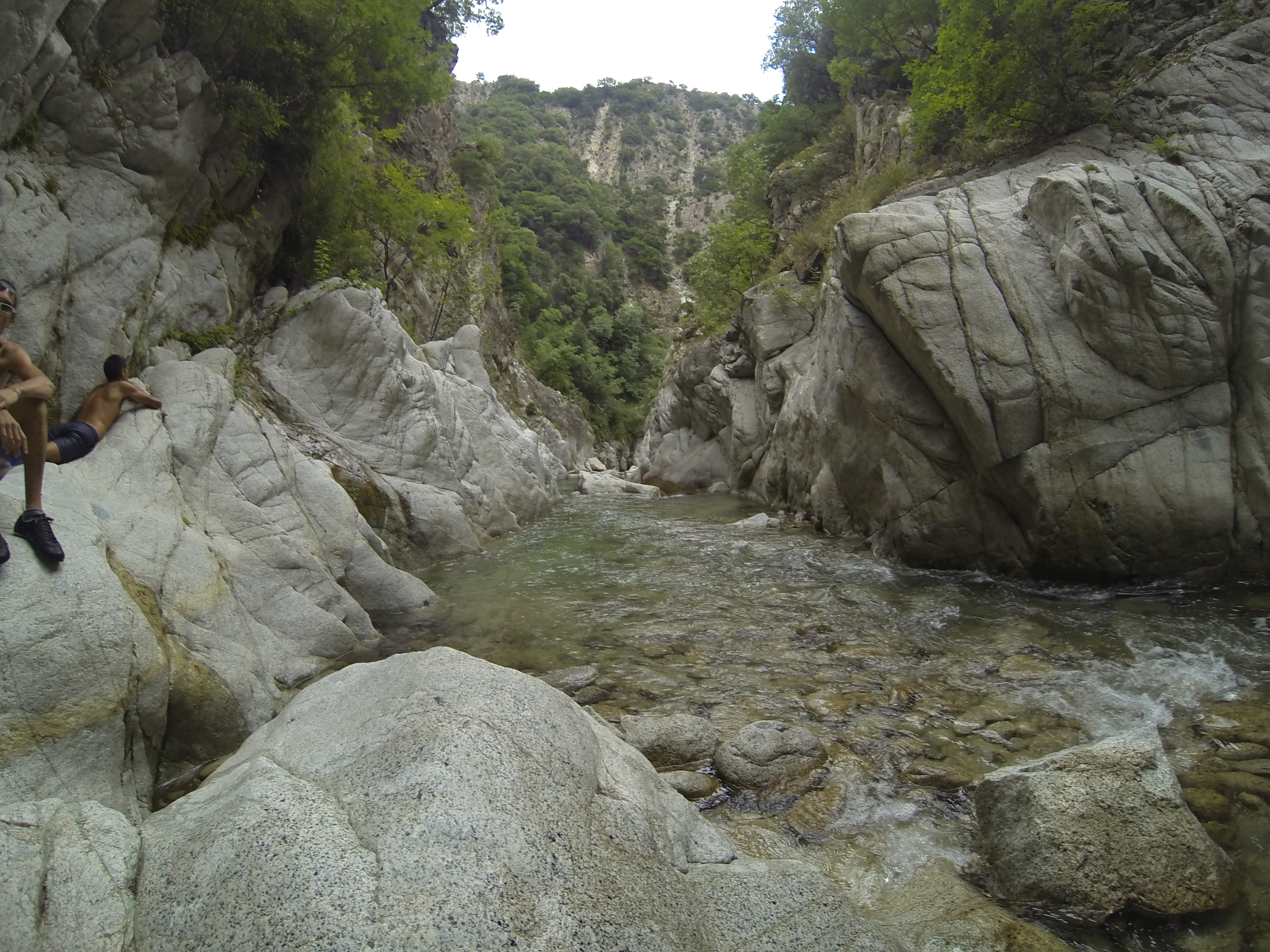
corso dell'Allaro
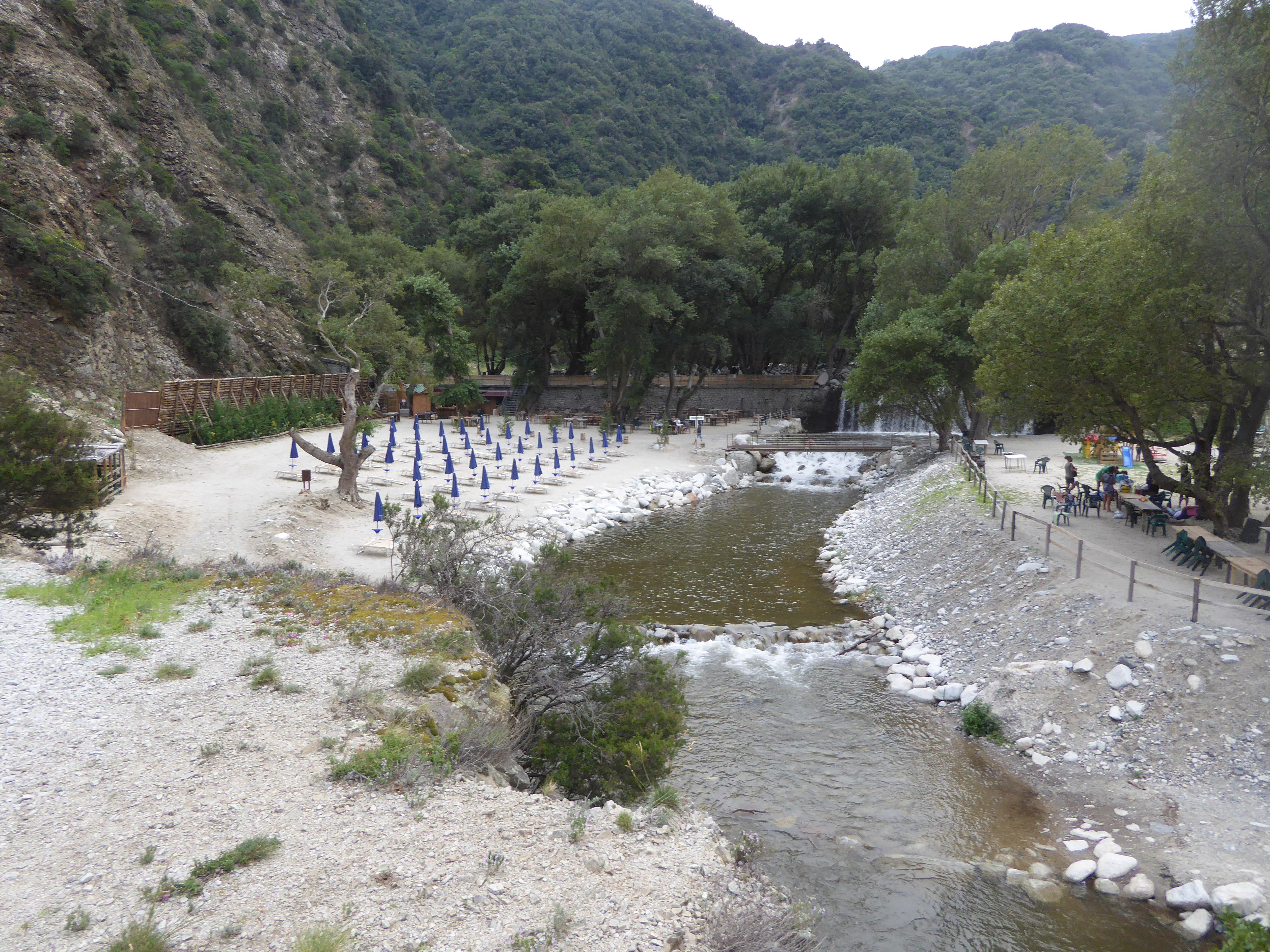
Briglia della Fiumara Allaro all'altezza dell'Eremo di Sant'Ilarione con lido "Le Cascate"  (2018)
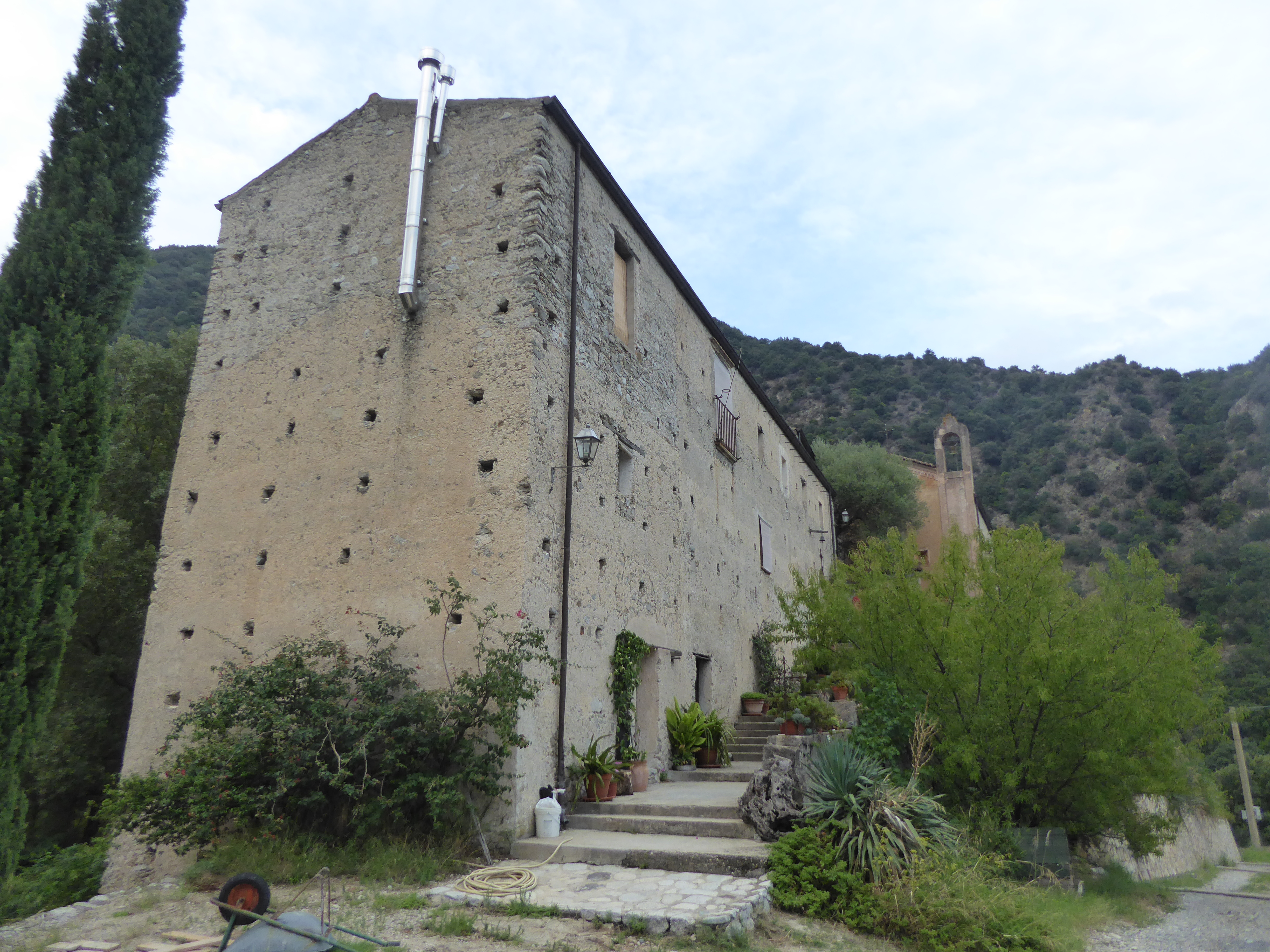
Eremo di Sant'ilarione a Caulonia (agosto 2018)
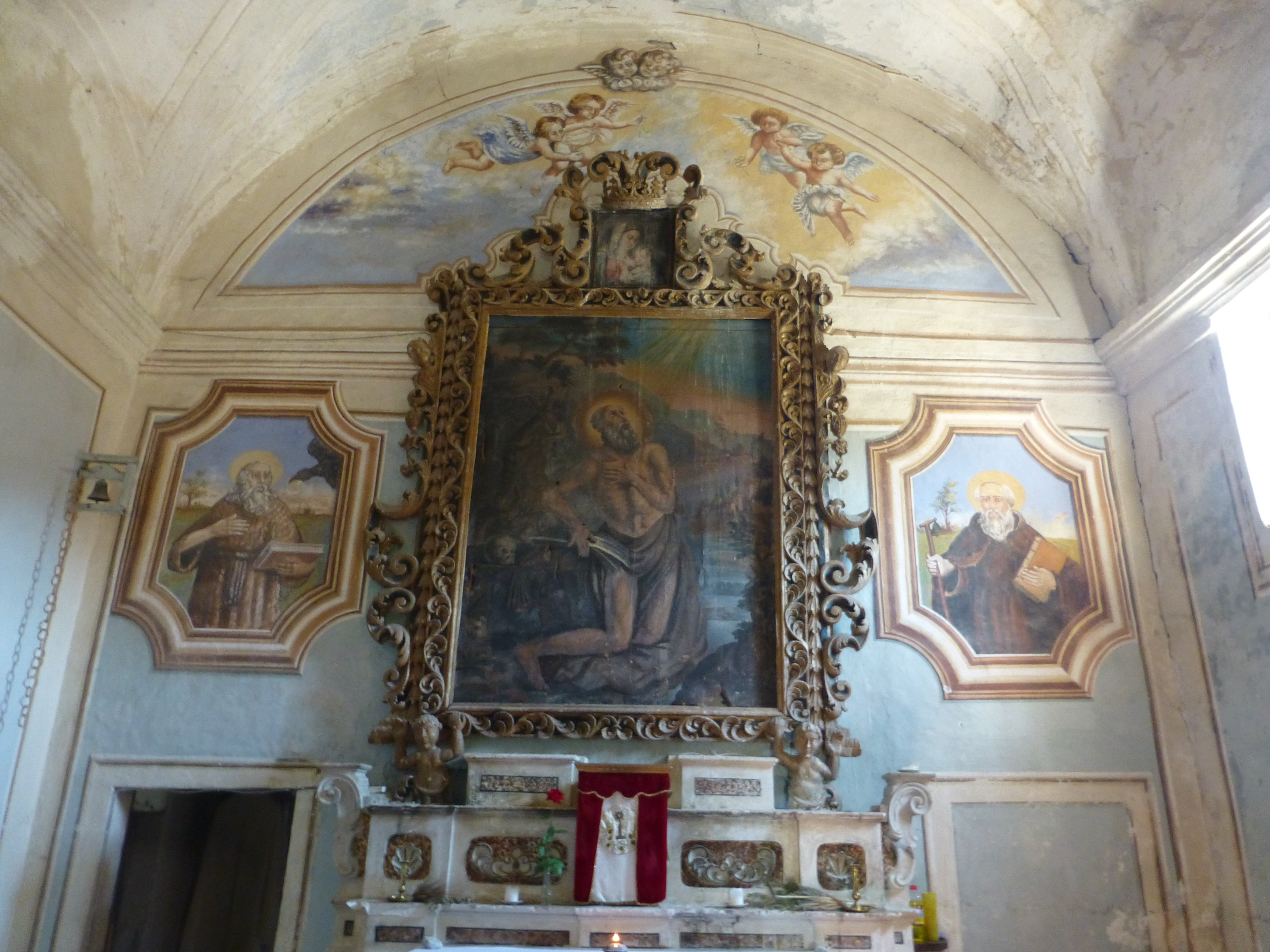
Interno della Chiesa dell'eremo di Sant'Ilarione
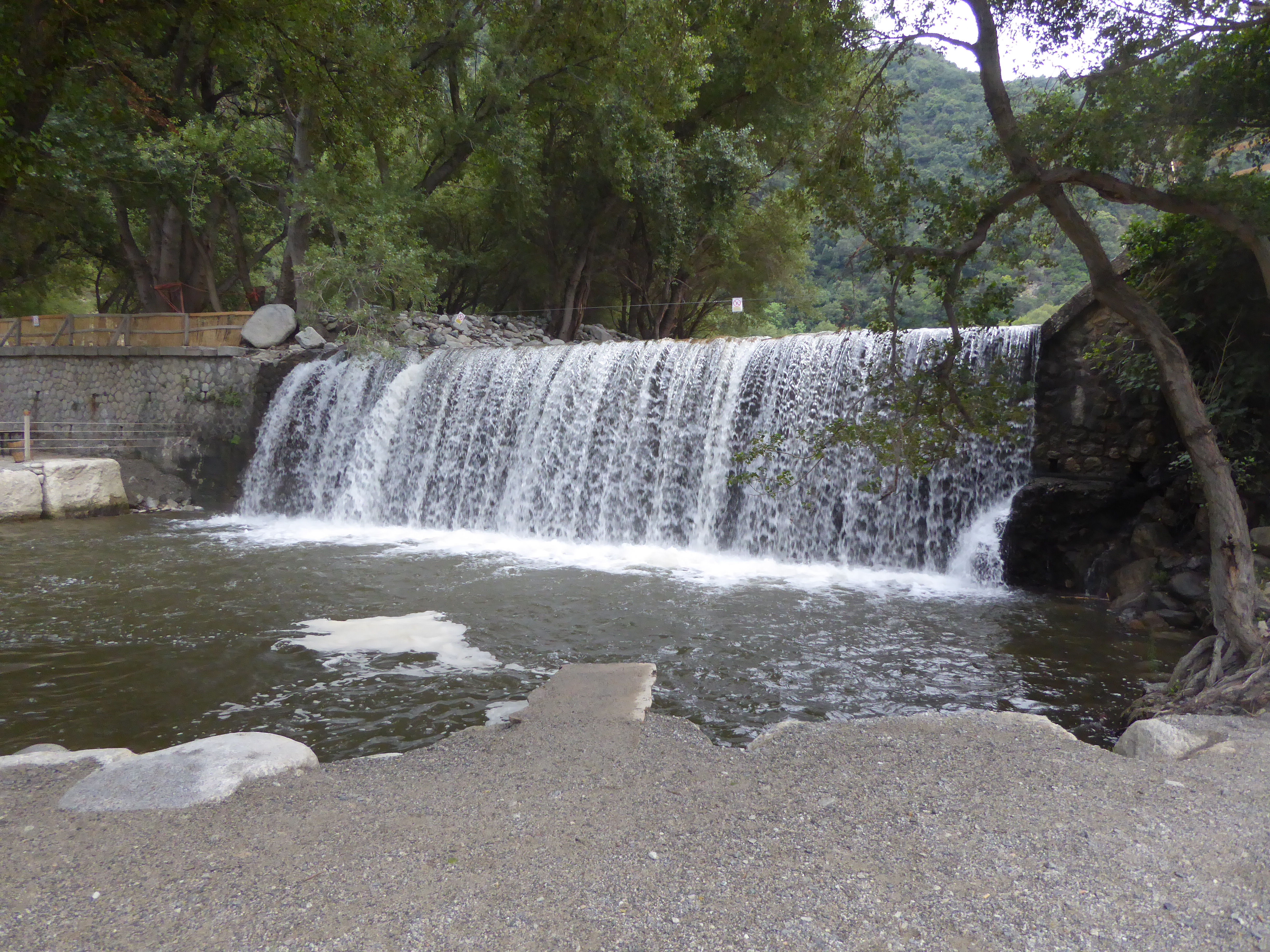
Briglia di San Nicola di Caulonia (agosto 2018)